# 河内町立長竿小学校
河内町立長竿小学校（かわちちょうりつ ながさおしょうがっこう）は、茨城県稲敷郡河内町長竿にあった公立小学校。

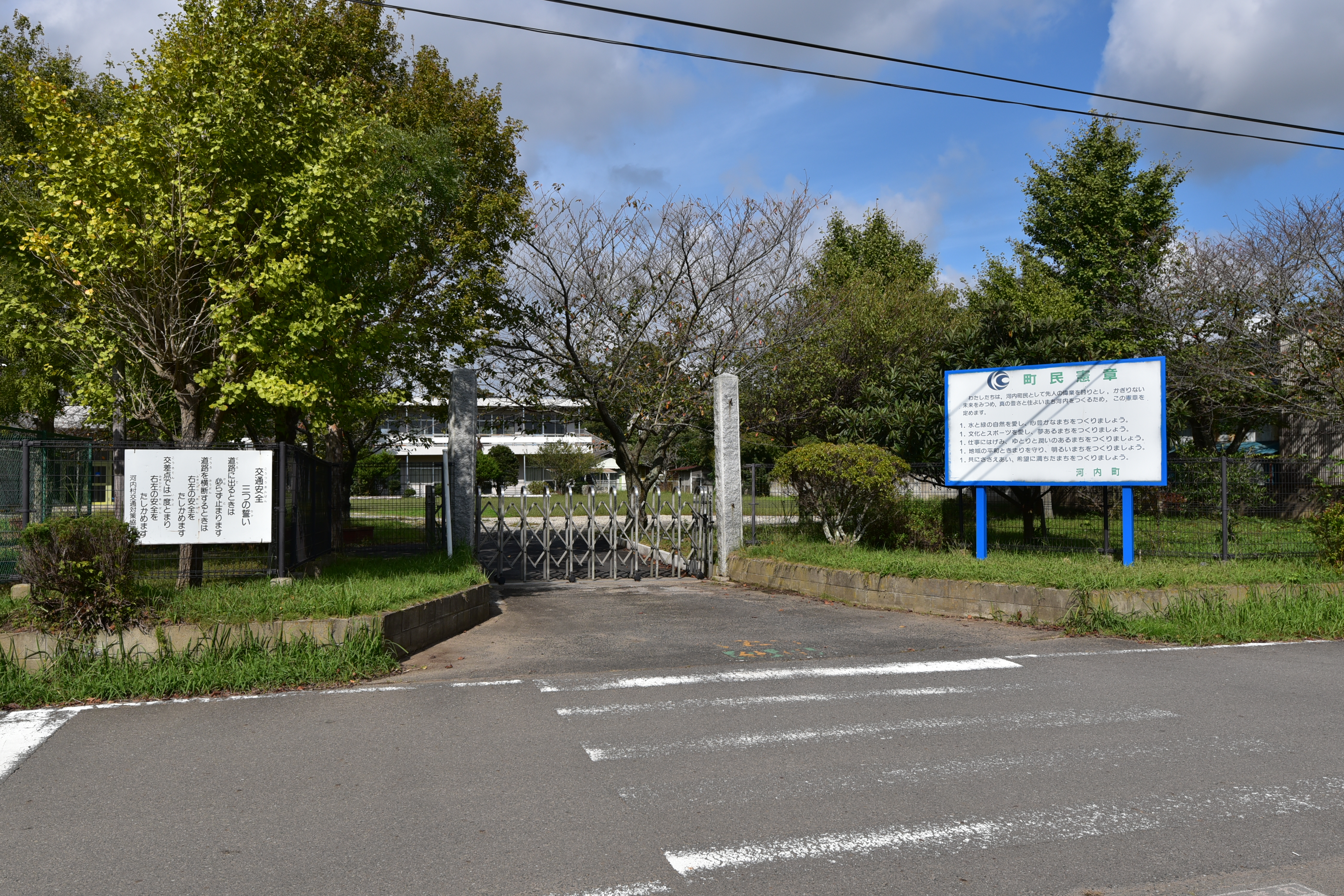
河内町立長竿小学校の正門跡（2017年）

## 概要
河内町の中部に位置する。

## 沿革
- 1875年（明治8年）開校[1]。
- 1928年（昭和3年）長竿尋常高等小学校に補習学校併置[1]。
- 2012年（平成24年）4月1日 - 源清田小学校と統合しみずほ小学校設置[2]。

## 進学
- 河内町立河内中学校